# Candelo
Candelo je italská obec v provincii Biella v oblasti Piemont.
K 31. prosinci 2010 zde žilo 8 058 obyvatel.

## Sousední obce
Benna, Biella, Cossato, Gaglianico, Valdengo, Verrone, Vigliano Biellese